# دانیل آفدی
دانیل آفدی (انگلیسی: Daniel Offredi؛ زادهٔ ۲۶ مارس ۱۹۸۸) بازیکن فوتبال اهل ایتالیا است.
از باشگاه‌هایی که در آن بازی کرده‌است می‌توان به باشگاه فوتبال آ.ث. میلان، باشگاه فوتبال آولینو، و باشگاه فوتبال رجانا اشاره کرد.